# Savoyarde

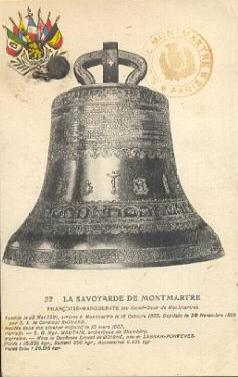
Zvon Savoyarde

Savoyarde [savwaˈjaʁd] (plným názvem Françoise Marguerite du Sacré-Cœur de Jésus) je největší zvon ve Francii. Je zavěšen ve zvonici baziliky Sacré-Cœur v Paříži.

## Historie
Zvon byl odlit v roce 1891 ve slévárně Paccard v Annecy-le-Vieux v Horním Savojsku. Bazilice Sacré-Cœur byl zvon darován čtyřmi savojskými diecézemi (odtud jeho název – Savojan, resp. Savojanka) a zvon byl dopraven do Paříže 16. října 1895.
V roce 1969 byl Savoyarde doplněn čtyřmi dalšími zvony (Félicité, Louise, Nicole a Elisabeth) z kostela svatého Rocha v Paříži.

## Popis
Zvon váží 18 835 kg, má dolní průměr 3,03 m, vnější obvod 9,60 m a tloušťku základny 22 cm. Jeho srdce váží 850 kg. Jeho tón je cis0.
Jedná se o šestý nejtěžší zvon v Evropě po zvonu v katedrále spásy lidu v Bukurešti (25 190 kg), zvonu sv. Petra v katedrále v Kolíně nad Rýnem (24 000 kg), olympijském zvonu v Olympijském parku  v Londýně (23 311 kg), zvonu Maria Dolens v Roveretu (22 639 kg) a zvonu Pummerin v katedrále ve Vídni (20 130 kg).
Zvon zní pouze při významných náboženských svátcích (Vánoce, Velikonoce, Letnice, Nanebevzetí Panny Marie a Všech svatých) nebo při zvláštních příležitostech jako například v roce 2010 při oslavě 150 let od připojení Savojska k Francii.